# Gordon Jackson
Gordon Cameron Jackson, född 19 december 1923 i Glasgow, död 15 januari 1990 i London, var en brittisk (skotskfödd) skådespelare. För svensk publik är han förmodligen mest känd för sin roll som den trogne butlern Hudson i TV-serien Herrskap och tjänstefolk (1971–1975).
Jackson gjorde filmdebut 1942 i En engelsman for till Frankrike. Han kom sedan att spela biroller i en mängd filmer, bland vilka märks klassikern Massor av whisky (1948), Bobby Trofast (1961), Myteriet på Bounty (1962), Den stora flykten (1963), Fallet Ipcress (1965), Miss Brodies bästa år (1969) samt TV-serien Fem svarta höns (1981). Jackson medverkade också i den långlivade brittiska agentserien De professionella (1977–1983).

## Filmografi i urval
- 1942 – En engelsman for till Frankrike
- 1948 – Massor av whisky
- 1957 – Ett fartyg har sjunkit
- 1961 – Bobby Trofast
- 1962 – Myteriet på Bounty
- 1963 – Den stora flykten
- 1965 – Fallet Ipcress
- 1967 – Slaget som dödar
- 1969 – Miss Brodies bästa år
- 1970 – En spökhistoria
- 1970–1975 – Herrskap och tjänstefolk (TV-serie)
- 1977–1983 – De professionella (TV-serie)
- 1981 – Fem svarta höns (TV-serie)